# Стреглово
Стреглово — деревня в Клинском районе Московской области России. Относится к городскому поселению Клин (Давыдковский территориальный отдел). Население — 201 чел. (2010).

## Расположение
Деревня Стреглово находится примерно в 3 км к югу от центра города Клин. В деревне находится платформа Стриглово Ленинградского направления Октябрьской железной дороги. Рядом протекает река Сестра. Ближайшие населённые пункты — деревни Сохино и Горки.

## История
В XIX веке деревня Стреглово входила в состав Давыдковской волости Клинского уезда. В 1899 году в деревне проживало 294 человека.
Согласно Всероссийской переписи, в 2002 году в деревне проживало 225 человек (110 мужчин и 115 женщин); преобладающая национальность — русские (95 %). По данным на 2005 год в деревне проживало 217 человек.

## Население
| 2002 | 2006 | 2010 |
| ---- | ---- | ---- |
| 225  | ↘217 | ↘201 |